# Puchar Europy w Lekkoatletyce 1967 – półfinał kobiet (Oslo)
Półfinał pucharu Europy w lekkoatletyce w 1967 kobiet odbył się 17 lipca w Oslo. Był to jeden z trzech półfinałów. Pozostałe odbyły się w Dreźnie i Wuppertalu.
Wystąpiło sześć zespołów, z których dwa najlepsze awansowały do finału.

## Klasyfikacja generalna
| Poz. | Reprezentacja   | Punkty |
| ---- | --------------- | ------ |
| 1    | ZSRR            | 55     |
| 2    | Wielka Brytania | 47     |
| 3    | Szwecja         | 42     |
| 4    | Rumunia         | 42     |
| 5    | Norwegia        | 23     |
| 6    | Dania           | 21     |

## Wyniki indywidualne
Kolorami oznaczono zawodniczki reprezentujące zwycięskie drużyny.

### Bieg na 100 metrów
| Lp. | Państwo         | Zawodniczka    | Wynik |
| --- | --------------- | -------------- | ----- |
| 1.  | Szwecja         | Karin Wallgren | 11,5  |
| 2.  | ZSRR            | Galina Tessler | 11,8  |
| 3.  | Rumunia         | Ioana Petrescu | 11,9  |
| 4.  | Norwegia        | Kirsten Røthe  | 12,2  |
| 5.  | Dania           | Nina Hansen    | 12,5  |
| –   | Wielka Brytania | Della James    | DQ    |

### Bieg na 200 metrów
| Lp. | Państwo         | Zawodniczka         | Wynik  |
| --- | --------------- | ------------------- | ------ |
| 1.  | Szwecja         | Karin Wallgren      | 23,8 = |
| 2.  | Wielka Brytania | Maureen Tranter     | 24,0   |
| 3.  | ZSRR            | Ludmiła Samotiosowa | 24,5   |
| 4.  | Rumunia         | Ioana Petrescu      | 24,9   |
| 5.  | Norwegia        | Birgit Olsen        | 26,1   |
| 6.  | Dania           | Ulla Osterberg      | 26,8   |

### Bieg na 400 metrów
| Lp. | Państwo         | Zawodniczka       | Wynik |
| --- | --------------- | ----------------- | ----- |
| 1.  | Wielka Brytania | Lillian Board     | 53,8  |
| 2.  | Szwecja         | Ingela Ericson    | 54,6  |
| 3.  | ZSRR            | Henija Maroczkina | 56,0  |
| 4.  | Norwegia        | Tove Bakkejord    | 56,3  |
| 5.  | Rumunia         | Alexandra Badescu | 56,4  |
| 6.  | Dania           | Susanne Hvas      | 57,5  |

### Bieg na 800 metrów
| Lp. | Państwo         | Zawodniczka          | Wynik  |
| --- | --------------- | -------------------- | ------ |
| 1.  | ZSRR            | Ałła Kolesnikowa     | 2:06,5 |
| 2.  | Szwecja         | Elisabeth Östberg    | 2:07,1 |
| 3.  | Rumunia         | Ileana Silai         | 2:07,4 |
| 4.  | Norwegia        | Britt Krohg-Sørensen | 2:08,0 |
| 5.  | Wielka Brytania | Pam Piercy           | 2:08,1 |
| 6.  | Dania           | Jette Andersen       | 2:17,8 |

### Bieg na 80 metrów przez płotki
| Lp. | Państwo         | Zawodniczka           | Wynik |
| --- | --------------- | --------------------- | ----- |
| 1.  | Wielka Brytania | Pat Jones             | 10,6  |
| 2.  | Szwecja         | Ulla-Britt Wieslander | 10,8  |
| 3.  | ZSRR            | Ludmiła Ijewlewa      | 10,9  |
| 4.  | Dania           | Nina Hansen           | 11,0  |
| 5.  | Rumunia         | Valeria Bufanu        | 11,1  |
| 6.  | Norwegia        | Sidsel Kjellås        | 11,6  |

### Sztafeta 4 × 100 metrów
| Lp. | Państwo         | Zawodniczki                                                           | Wynik |
| --- | --------------- | --------------------------------------------------------------------- | ----- |
| 1.  | Wielka Brytania | Anita Neil Maureen Tranter Jenny Pawsey Della James                   | 45,2  |
| 2.  | Szwecja         | Elisabeth Randerz Monica Olsson Karin Wallgren Ulla-Britt Wieslander  | 45,4  |
| 3.  | ZSRR            | Galina Tessler Ludmiła Ijewlewa Tatjana Tałyszewa Ludmiła Samotiosowa | 45,5  |
| 4.  | Norwegia        | Tove Bakkejord Sidsel Kjellås Birgit Olsen Kirsten Røthe              | 47,7  |
| 5.  | Rumunia         | Viorica Viscopoleanu Aura Petrescu Valeria Bufanu Ioana Petrescu      | 48,0  |
| 6.  | Dania           | Gitte Hansen Susanne Hvas Ulla Osterberg Nina Hansen                  | 49,2  |

### Skok wzwyż
| Lp. | Państwo         | Zawodniczka        | Wynik |
| --- | --------------- | ------------------ | ----- |
| 1.  | ZSRR            | Antonina Okorokowa | 1,76  |
| 2.  | Rumunia         | Virginia Bonci     | 1,73  |
| 3.  | Wielka Brytania | Linda Knowles      | 1,67  |
| 4.  | Norwegia        | Anne Lise Wærness  | 1,64  |
| 5.  | Dania           | Inger Husted       | 1,58  |
| 6.  | Szwecja         | Ilze Hed           | 1,58  |

### Skok w dal
| Lp. | Państwo         | Zawodniczka          | Wynik |
| --- | --------------- | -------------------- | ----- |
| 1.  | Rumunia         | Viorica Viscopoleanu | 6,41  |
| 2.  | Wielka Brytania | Mary Rand            | 6,27  |
| 3.  | ZSRR            | Tatjana Tałyszewa    | 6,27  |
| 4.  | Dania           | Nina Hansen          | 5,78  |
| 5.  | Szwecja         | Birgitta Larsson     | 5,72  |
| 6.  | Norwegia        | Tove Bakkejord       | 5,33  |

### Pchnięcie kulą
| Lp. | Państwo         | Zawodniczka        | Wynik |
| --- | --------------- | ------------------ | ----- |
| 1.  | ZSRR            | Nadieżda Cziżowa   | 17,23 |
| 2.  | Rumunia         | Ana Sălăgean       | 15,38 |
| 3.  | Wielka Brytania | Brenda Bedford     | 14,60 |
| 4.  | Dania           | Karen Inge Halkier | 13,63 |
| 5.  | Norwegia        | Astrid Sjultangen  | 13,44 |
| 6.  | Szwecja         | Gun-Britt Flink    | 13,03 |

### Rzut dyskiem
| Lp. | Państwo         | Zawodniczka             | Wynik |
| --- | --------------- | ----------------------- | ----- |
| 1.  | ZSRR            | Ludmiła Chmielewska     | 51,30 |
| 2.  | Rumunia         | Lia Manoliu             | 48,36 |
| 3.  | Wielka Brytania | Rosemary Payne          | 44,54 |
| 4.  | Szwecja         | Wivianne Bergh-Freivald | 44,28 |
| 5.  | Dania           | Karen Inge Halkier      | 41,70 |
| 6.  | Norwegia        | Karen Fladset           | 37,74 |

### Rzut oszczepem
| Lp. | Państwo         | Zawodniczka         | Wynik |
| --- | --------------- | ------------------- | ----- |
| 1.  | ZSRR            | Walentyna Popowa    | 52,06 |
| 2.  | Wielka Brytania | Sue Platt           | 51,08 |
| 3.  | Rumunia         | Marilena Ciurea     | 49,68 |
| 4.  | Szwecja         | Gun-Britt Klippmark | 46,07 |
| 5.  | Dania           | Ellen Korsten       | 42,98 |
| 6.  | Norwegia        | Eirin Windhoel      | 39,64 |